# Titus Pomponius Bassus
Titus Pomponius Bassus est un sénateur romain du Ier siècle, consul suffect en 94 et gouverneur impérial de Cappadoce-Galatie entre 94/96 et 100 pendant les règnes de Domitien, Nerva et Trajan.

## Biographie
Fils d'un Pomponius Cascus.
En 79/80, il est légat de proconsul, en Asie sous Marcus Ulpius Traianus.
En 94, à la fin du règne du Domitien, il est consul suffect,.
Il est gouverneur (légat d'Auguste propréteur) de Cappadoce-Galatie entre 94/96 et 100,. Il y est nommé par Domitien, reste en poste pendant le règne de Nerva et deux ans sous Trajan. Il est remplacé par Quintus Orfitasius Aufidius Umber.
Vers 101, il est chargé des alimenta de Trajan en Italie centrale. Il est en poste à Ferentinum, dans le Latium.
Il est un des correspondants de Pline le Jeune, et on apprend que Pomponius vient de prendre sa retraite : « Cette vieillesse convient à un homme qui a occupé les postes les plus importants, commandé des armées, et s'est entièrement consacré au service de l'État tant que c'était son devoir, ». Cette lettre est datée de 105/106.
Il fut le père de Lucius Pomponius Bassus.